# Войдома
Войдома — река в России, протекает по Муезерскому району Карелии. Впадает в озеро Лендерское на реке Лендерке. Длина реки составляет 15 км, площадь водосборного бассейна 590 км².
- В 5,6 км от устья, по правому берегу реки впадает река Пюрика.
- В 0,3 км от устья, по левому берегу реки впадает река Мануноя.

## Данные водного реестра
По данным государственного водного реестра России относится к Балтийскому бассейновому округу, водохозяйственный участок реки — Реки Карелии бассейна Балтийского моря на границе РФ с Финляндией, включая оз. Лексозеро. Относится к речному бассейну реки Реки Карелии бассейна Балтийского моря.
По данным геоинформационной системы водохозяйственного районирования территории РФ, подготовленной Федеральным агентством водных ресурсов:
- Код водного объекта в государственном водном реестре — 01050000112102000010242
- Код по гидрологической изученности (ГИ) — 102001024
- Код бассейна — 01.05.00.001

## Фотографии
|  |  |